# Revista de la Real Academia de Ciencias Exactas, Físicas y Naturales
Revista de la Real Academia de Ciencias Exactas, Físicas y Naturales de Madrid (abreviado Revista Real Acad. Ci. Madrid) es una revista con ilustraciones y descripciones botánicas que es editada en España por la Real Academia de Ciencias Exactas, Físicas y Naturales desde 1905 cuando reemplazó a Revista de los Progresos de las Ciencias Exactas, Físicas y Naturales.
En 1850 la Real Academia de Ciencias editó el primer volumen de la Revista de los Progresos de las Ciencias Exactas, Físicas y Naturales.
Tras 22 volúmenes, en 1905, cambió su denominación, pasando a llamarse Revista de la Real Academia de Ciencias Exactas, Físicas y Naturales, título con el cual se ha venido publicando sin interrupción trimestralmente hasta la actualidad.
A partir del volumen 90 (1996) se adopta un nuevo formato, más moderno y atractivo. En el año 2001 (volumen 95) se crea la Serie A, Matemáticas, para los contenidos relativos a las Ciencias Exactas.